# Juliana Maria de Brunsvique-Volfembutel
Juliana Maria de Brunsvique-Volfembutel (Volfembutel, 4 de setembro de 1729 – Fredensborg, 10 de outubro de 1796) foi a segunda esposa do rei Frederico V e rainha consorte do Reino da Dinamarca e Noruega de 1752 até 1766. Era filha de Fernando Alberto II, Duque de Brunsvique-Volfembutel, e sua esposa Antónia Amália de Brunsvique-Volfembutel. Ela atuou como regente do reino entre 1772 e 1784 por causa da doença mental de seu enteado o rei Cristiano VII.

## Início de vida
Juliana Maria foi a nona dos doze filhos do duque  Fernando Alberto II, Duque de Brunsvique-Volfembutel e da princesa Antónia Amália de Brunsvique-Volfembutel. Entre os seus irmãos estavam o duque Antônio Ulrico de Brunsvique-Volfembutel, pai do czar Ivan VI da Rússia e a princesa Isabel Cristina de Brunsvique-Volfembutel-Bevern, casada com o rei Frederico II da Prússia. Os seus avós paternos eram o duque Fernando Alberto I, Duque de Brunsvique-Luneburgo] e a landegrave Cristina de Hesse-Eschwege. Os seus avós maternos eram o príncipe Luís Rudolfo, Duque de Brunsvique-Luneburgo e a princesa Cristina Luísa de Oettingen-Oettingen.

### Rainha consorte

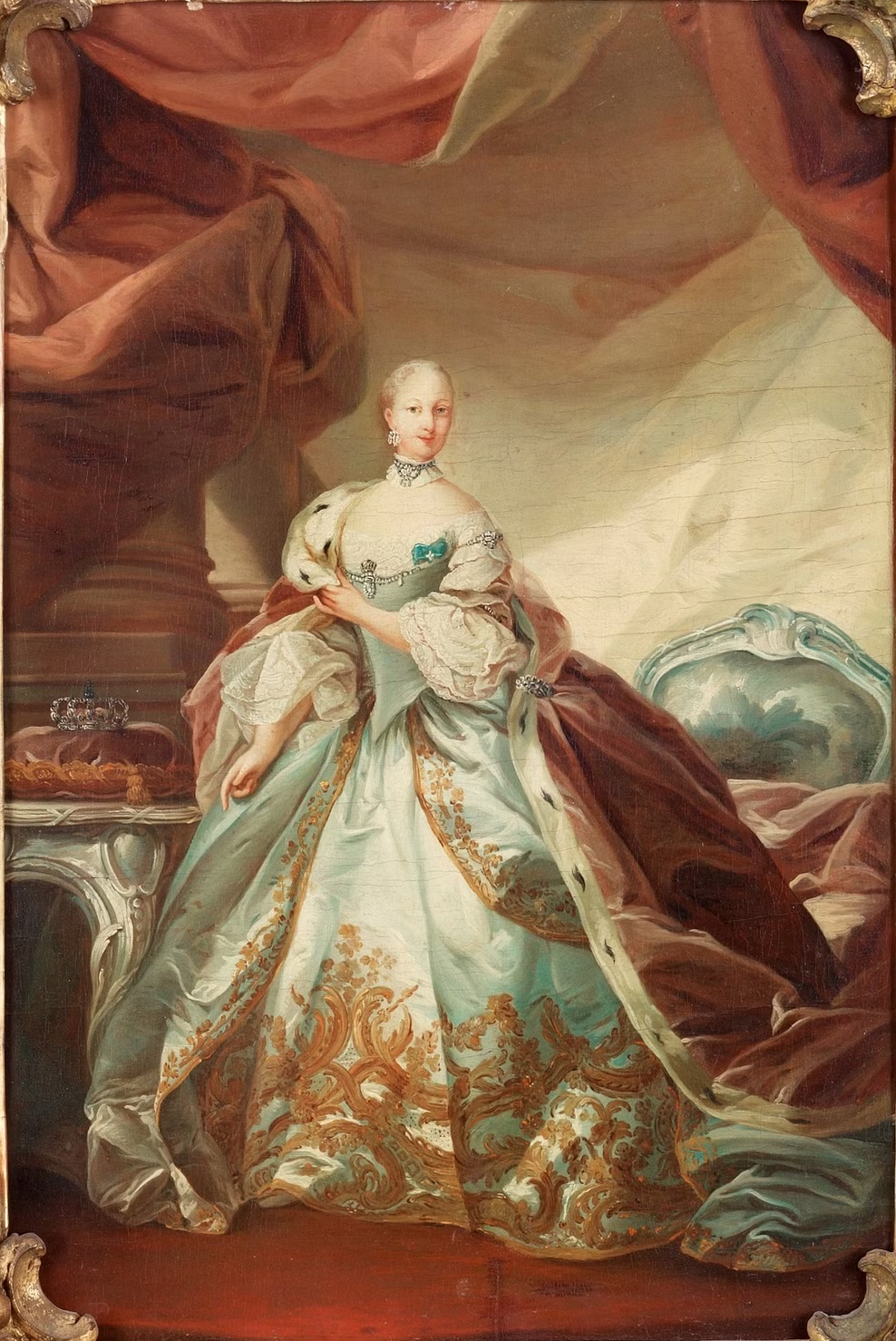
Rainha Juliana Maria, por Carl Gustaf Pilo

Juliana Maria tornou-se na segunda esposa e rainha-consorte do rei Frederico V da Dinamarca no Palácio de Frederiksborg no dia 8 de julho de 1752, um ano depois da morte da sua primeira esposa, a princesa Luísa da Grã-Bretanha. O casamento foi em parte arranjado para acalmar a corte que tinha sido muito agitada durante a vida da antiga consorte. Em criança Juliana Maria gaguejava.
O casamento foi arranjado pelo conde Moltke que achava melhor que o rei se voltasse a casar o mais cedo possível. O rei, que não estava com vontade de encontrar outra esposa, ficou convencido depois de ver o retrato de Juliana Maria. O casamento não foi visto com bons olhos entre os dinamarqueses que achavam que tinha sido realizado demasiado cedo depois da morte da antiga rainha que tinha sido muito amada. Juliana Maria deu o seu melhor para que gostassem dela. Nomeou J. Schielderup e Guldberg para tutores do seu filho e este tornou-se no primeiro príncipe dinamarquês em várias gerações a ter o dinamarquês como primeira língua. A rainha também tentou aprender a língua, embora não tivesse tido muito sucesso, mas nunca foi popular. Teve o cuidado de mostrar lealdade para com o seu marido adúltero o que, pelo menos, lhe valeu a compaixão dos seus súbditos. Como rainha nunca se envolveu em política. O seu cunhado, o rei Frederico II da Prússia, esperava que ela o ajudasse a retirar o conde von Bernstorff da sua posição, mas Juliana Maria nunca o fez.
Como rainha viveu uma vida calma e, enquanto o rei viveu, não se pensa que tivesse muita influência. O seu objectivo era tornar o seu filho regente. Como tinha recebido uma educação muito austera era para ela muito dificil estar ao mesmo nível da falecida rainha Luísa e não desempenhou qualquer papel na educação dos seus enteados.

## Viuvez e regente

Juliana Maria
Vigilius Eriksen, 1776

Juliana tornou-se mais importante como rainha-viúva quando o seu marido morreu em 1766. Durante o período de 1766-70 foi mal tratada pelo casal real (o filho de Frederico, Cristiano VII da Dinamarca e a sua esposa, a princesa Carolina de Gales) e pelos seus protegidos e raramente era convidada para se sentar à mesa real.
Em 1768, esteve envolvida na expulsão da amante de Cristiano, Støvlet-Cathrine, que se temia estar a influenciar negativamente o rei. Em 1770, Cristiano tinha enlouquecido e o poder tinha caído nas mãos da sua consorte Carolina e do seu amante, Johann Friedrich Struensee. O casal tinha uma mente liberal e pôs em marcha uma série de leis democráticas que levaram a protestos por parte da nobreza. Juliana tornou-se no centro da oposição e participou no golpe de estado que derrubou o governo de Struensee ao expor o seu caso amoroso com a rainha. Juliana conseguiu fazer com que o rei assinasse a ordem de prisão de Struensee quando ela própria já o tinha prendido em nome do rei. Em 1772, Struensee foi executado e a rainha Carolina Matilde foi exilada.
O filho de Juliana, o príncipe hereditário Frederico, era agora regente. Na verdade o príncipe foi pouco mais do que um fantoche nas mãos da mãe que era a verdadeira e indiscutível governante da sua regência, ajudada por Ove Høegh-Guldberg. Durante a revolução foi elogiada e comprada a Ester, Débora e Judite, e o rei escreveu-lhe uma carta a agradecer-lhe por o ter "salvado". O seu governo era extremamente conservador. Voltou a instaurar os privilégios à nobreza e era vista como uma heroína da aristocracia e a salvadora dos seus privilégios. Contudo, a oposição, apelidava-a de demónio devido a todas as desventuras que aconteceram na Dinamarca durante a regência. É recordada por ter criado uma fábrica de porcelana que se tornou fábrica real do estado em 1779.
Formalmente, Juliana não tinha qualquer posição oficial, mas era reconhecida como a verdadeira líder. Durante o primeiro período depois da revolução estava presente em concílios. Mantinha correspondência regular com o seu cunhado Frederico II da Prússia, que a apoiava e referia-se a ela como a regente da Dinamarca. Juliana teve a responsabilidade de educar o príncipe-herdeiro, futuro rei Frederico VI da Dinamarca. O príncipe odiava-a porque Juliana o tentou educar para ser a favor da sua regência e também porque tentou impedi-lo de ver a sua irmã que era a sua amiga mais chegada. Em 1781, decidiu, aconselhada por Frederico, O Grande, que o príncipe se deveria casar com uma princesa prussiana.
Em 1780, Juliana recebeu os seus sobrinhos, filho do seu irmão António Ulrich e da sua cunhada Ana Leopoldovna, que tinham sido prisioneiros na Rússia desde a ascensão da czarina Isabel ao trono, na Dinamarca. Instalaram-se na Jutlândia onde viveram numa casa confortável em prisão domiciliária aos custo de Catarina. Como tinham vivido toda a vida como prisioneiros, não estavam habituados à vida social e tinham um número reduzido de pessoas à sua volta, a maior parte dinamarquesas. A pensão da Rússia foi paga até ao último deles morrer em 1807.
Em 1784, o príncipe-herdeiro foi declarado maior de idade. Juliana entregou-lhe um documento com instruções de como este deveria governar e aconselhou-o a confiar sempre nos seus conselhos. Contudo, o príncipe-herdeiro não tinha qualquer intenção de deixar Juliana e o seu filho no poder e logo na primeira sessão com o conselho dispensou o governo leal a Juliana sem a avisar, nomeando os seus próprios ministros que acabaram com toda a influência do antigo regime num só golpe, terminando assim com o reinado da duquesa e do regente. Contudo, no primeiro baile que se deu depois deste, todos agiram como se nada tivesse acontecido e dando a impressão de que não tinha existido qualquer golpe. Juliana foi surpreendida pelo golpe de 1784. Em 1785, o rei Gustavo III da Suécia sugeriu-lhe que depusesse o príncipe-regente, mas ela recusou. A duquesa viveu o resto da vida calmamente na corte.